# Corvara
Corvara est une commune de la province de Pescara dans les Abruzzes en Italie.

## Administration
| Période                                  | Période  | Identité           | Étiquette | Qualité |
| ---------------------------------------- | -------- | ------------------ | --------- | ------- |
| 14 juin 2004                             | En cours | Danilo Di Costanzo |           |         |
| Les données manquantes sont à compléter. |          |                    |           |         |

### Hameaux
Colli, Selva, Vicenne

### Communes limitrophes
Brittoli, Bussi sul Tirino, Capestrano (AQ), Pescosansonesco, Pietranico